# František Mrázek
František Mrázek (ur. 7 września 1876 w Czeskim Krumlovie, zm. 2 sierpnia 1933 w Białej Spiskiej) – czeski malarz i ilustrator.
Studiował w Szkole Sztuk Pięknych w Krakowie, gdzie zetknął się z lokalnym środowiskiem artystycznym, które miało wpływ na jego twórczość. Naukę ukończył w 1901 i początkowo mieszkał w Czeskich Budziejowicach, a następnie przeniósł się do Białej Spiskiej na Słowacji. Tworzył pejzaże rodzajowe przedstawiające przyrodę i codzienne życie na wsi oraz modne wówczas sceny mitologiczne, najczęściej stosował technikę olejną na płótnie. Jego prace uczestniczyły w wystawach organizowanych w Krakowie, dlatego też jest znacznie bardziej znanym artystą w Polsce niż w swojej ojczyźnie. 